# Curtometopum turneri
Curtometopum turneri är en insektsart som beskrevs av Frederick Arthur Godfrey Muir 1926. Curtometopum turneri ingår i släktet Curtometopum och familjen sporrstritar. Inga underarter finns listade i Catalogue of Life.